# Charvensod
Charvensod ist eine italienische Gemeinde in der autonomen Region Aostatal.
Charvensod hat 2423 Einwohner (Stand 31. Dezember 2023) und liegt in einer Höhe von 760 m s.l.m. nahe bei Aosta. Die Pfarrkirche wurde bereits im 13. Jahrhundert erwähnt. Das Schloss stammt aus dem 14. Jahrhundert und ist heute eine Ruine.
Charvensod besteht aus den Ortsteilen (ital. Frazioni, frz. Hameaux) Félinaz, Plan-Félinaz, Pont-Suaz, Ampaillan, Péroulaz, La Giradaz, Roulaz und Saint-Pantaléon.
Die Nachbargemeinden sind Aosta, Brissogne, Cogne, Gressan und Pollein.

## Einzelnachweise

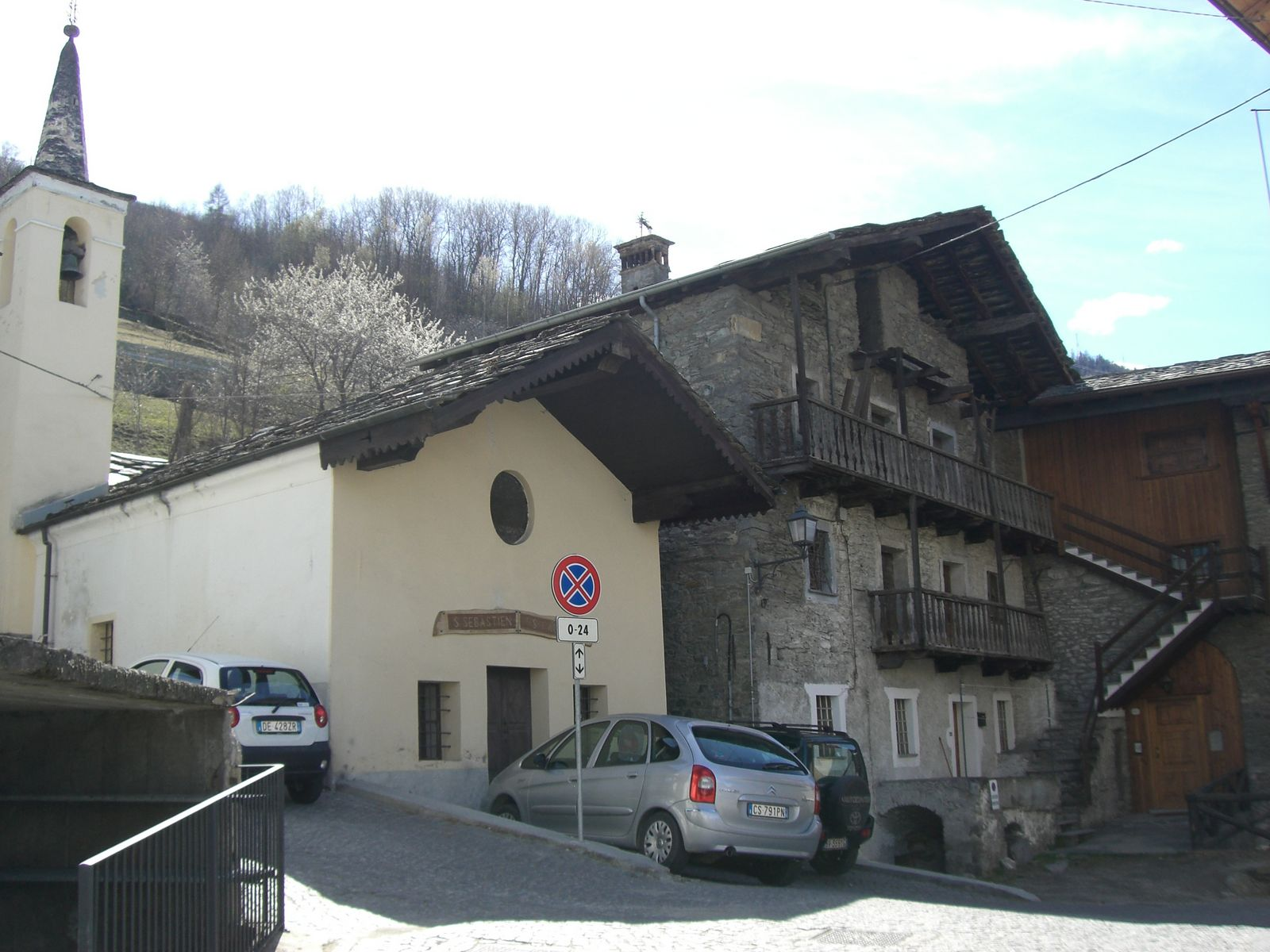
An der Kirche von Charvensod